# Neoptera
Infra-classe
Super-ordres de rang inférieur
- Holometabola (Endopterygota)
- Neuropterida
- Paraneoptera
- Polyneoptera

Classification phylogénétique
Les néoptères (Neoptera) est une infra-classe d'insectes, de la sous-classe des ptérygotes. 

## Caractéristiques morphologiques
Ils sont caractérisés par : 
- des ailes équipées d'un champ jugal ou neala,
- des ailes se repliant en arrière au repos.

Les néoptères forment l'immense majorité des insectes d'aujourd'hui. 

## Taxinomie

### Classification phylogénétique
On peut les différencier en trois sous-sections ou super-ordres :
- les polynéoptères
- les paranéoptères
- les oligonéoptères

Cette classification repose sur les trois seuils évolutifs traversés par les insectes depuis des centaines de millions d'années : 
- l'expansion des ailes,
- le développement d'une articulation alaire complexe permettant de replier les ailes au repos vers l'arrière du corps,
- l'acquisition de métamorphoses complètes.

### Liste des ordres
Les néoptères comprennent les ordres suivants :
- Blattodea Latreille, 1810 — blattes et termites
- Coleoptera Linnaeus, 1758 — coléoptères
- Dermaptera De Geer, 1773 — perce-oreilles
- Diptera — mouches, moustiques, taons
- Embiidina Hagen, 1862 (voir Embioptera)
- Hemiptera Linnaeus, 1758 — cigales, punaises, pucerons
- Hymenoptera — abeilles, guêpes, bourdons, fourmis
- Lepidoptera — papillons
- Mantodea Burmeister, 1838 — mantes
- Mantophasmatodea Zompro, Klass, Kristensen & Adis, 2002
- Mecoptera — panorpes
- Neuroptera Linnaeus, 1758 — chrysopes, fourmilions
- Notoptera Crampton, 1915 — notoptères
- Orthoptera — criquets, sauterelles, grillons
- Phasmatodea Leach, 1815 — phasmes
- Phthiraptera Haeckel, 1896 — poux
- Plecoptera — plécoptères (perles)
- Psocoptera — psoques
- Raphidioptera — raphidies
- Siphonaptera — puces
- Strepsiptera Kirby, 1813
- Thysanoptera — thrips
- Trichoptera — phryganes, porte-bois
- Zoraptera Silvestri, 1913